# Engel im Einsatz – mit Verona Pooth
Engel im Einsatz – mit Verona Pooth war eine 22-teilige deutsche Doku-Soap bei RTL II.

## Hintergrund
Nachdem Vera Int-Veen die Sendung Glück-Wunsch! – Vera macht Träume wahr auf RTL II zu sehen war, wechselte die Moderatorin mit dem ähnlichen Format Helfer mit Herz zu RTL. Um das Format beizubehalten, wurde das Nachfolgeformat unter dem Namen Engel im Einsatz mit Verona Pooth als neuer Moderatorin geplant und umgesetzt.

## Inhalt
In der Doku-Soap, die von Verona Pooth moderiert wurde, ging es pro Sendung um eine Familie, die sich in einer schwierigen Situation befand. Verona Pooth sprach mit den Betroffenen und suchte mit ihr gemeinsam nach Lösungen, die sie rasch umsetzen möchte. Sie suchte nach freiwilligen Helfern, beispielsweise nach Freunden, Bekannten und der Nachbarschaft.

## Ausstrahlung
Die erste Staffel konnte durchschnittlich einen Marktanteil von 8,1 Prozent erreichen und lag damit über Senderschnitt. Die Dreharbeiten zur zweiten Staffel begannen im Mai 2007. Anfang 2008 wurde die mit der Ausstrahlung der zweiten Staffel begonnen, die letztlich 6,6 Prozent Marktanteil erreichte.
Sowohl die erste als auch die Zweite Staffel konnte durchschnittlich 1,67 Millionen Zuschauer erreichen. Pooth's Ehemann Franjo stand wegen Untreue und Bestechung im Fokus, weshalb die Ausstrahlung einer weiteren Staffel pausierte. Erst im September 2010 präsentierte der Sender weitere Folgen und somit die insgesamt dritte Staffel.
Nachdem der Sendeplatz bis zum 14. September 2010 um 21:15 Uhr war, wechselte Engel im Einsatz in die Prime Time.
Eine unvollständige Auflistung gemessener Einschaltquoten und Marktanteile der um 21:15 Uhr gesendeten Folgen veranschaulicht folgende Tabelle:
| Staffel | Folge | Datum              | Zuschauer | Zuschauer       | Marktanteil | Marktanteil     | Quellen       |
| Staffel | Folge | Datum              | Gesamt    | 14 bis 49 Jahre | Marktanteil | Marktanteil     | Quellen       |
| Staffel | Folge | Datum              | Gesamt    | 14 bis 49 Jahre | Gesamt      | 14 bis 49 Jahre | Quellen       |
| ------- | ----- | ------------------ | --------- | --------------- | ----------- | --------------- | ------------- |
| 1       | 1     | 8. Mai 2007        | –         | 0,97 Mio.       | –           | 7,7 %           | [ 11 ]        |
| 1       | 2     | 15. Mai 2007       | 1,65 Mio. | 1,00 Mio.       | 5,4 %       | 8,0 %           | [ 12 ]        |
| 1       | 3     | 22. Mai 2007       | 1,70 Mio. | –               | –           | 8,3 %           | [ 13 ]        |
| 1       | 5     | 5. Juni 2007       | 1,50 Mio. | –               | –           | 7,4 %           | [ 13 ]        |
| 1       | 6     | 12. Juni 2007      | 1,75 Mio. | 1,02 Mio.       | 6,1 %       | 8,7 %           | [ 14 ]        |
| 1       | 7     | 19. Juni 2007      | 1,70 Mio. | –               | –           | 8,9 %           | [ 13 ]        |
| 1       | 8     | 26. Juni 2007      | 1,98 Mio. | 1,11 Mio.       | 6,5 %       | 9,0 %           | [ 15 ]        |
| 2       | 9     | 8. Januar 2008     | 1,68 Mio. | 0,80 Mio.       | –           | 5,6 %           | [ 16 ] [ 17 ] |
| 2       | 10    | 15. Januar 2008    | –         | –               | –           | 5,9 %           | [ 16 ]        |
| 2       | 11    | 22. Januar 2008    | 1,82 Mio. | 1,05 Mio.       | 5,6 %       | 8,0 %           | [ 16 ]        |
| 2       | 16    | 26. Februar 2008   | 2,11 Mio. | –               | 8,3 %       | –               | [ 18 ]        |
| 3       | 17    | 7. September 2010  | 0,77 Mio. | 0,42 Mio.       | 2,7 %       | 3,4 %           | [ 6 ]         |
| 3       | 18    | 14. September 2010 | 1,11 Mio. | 0,48 Mio.       | 4,5 %       | 4,3 %           | [ 6 ]         |
| 3       | 19    | 21. September 2010 | 1,01 Mio. | –               | –           | 3,6 %           | [ 6 ]         |
| 3       | 20    | 28. September 2010 | 1,11 Mio. | 0,55 Mio.       | 3,5 %       | 4,1 %           | [ 6 ]         |
| 3       | 21    | 5. Oktober 2010    | 0,68 Mio. | 0,36 Mio.       | 2,1 %       | 2,7 %           | [ 6 ]         |
| 3       | 22    | 12. Oktober 2010   | 1,22 Mio. | 0,55 Mio.       | –           | 4,0 %           | [ 6 ]         |